# Gõ kiến nhỏ sườn đỏ
Gõ kiến nhỏ sườn đỏ (danh pháp hai phần: Dendrocopos major) là một loài chim thuộc họ Gõ kiến. Nó được phân phối khắp châu Âu và phía Bắc châu Á, và thường cư trú quanh năm ngoại trừ trong phần lạnh hơn phạm vi của nó. Nó không được IUCN xem là một loài bị đe dọa, loài chim này có phạm vi phân bố rộng rãi và khá phổ biến.

## Mô tả
Gõ kiến nhỏ sườn đỏ có chiều dài khoảng 23–26 cm, sải cánh dài 38–44 cm. Phần trên lưng có màu đen bóng, với màu trắng ở hai bên của khuôn mặt và cổ. Một dòng màu đen chạy từ vai nửa chừng trên ngực (trong một số phân loài gần trung tâm), trở lại sau gáy, có sọc đen, kéo dài từ mỏ, chạy bên dưới mắt phần sau này của dòng ngoằn ngoèo. Trên vai là một mảng màu trắng lớn và những chiếc lông với màu đen và trắng. Ba lông đuôi bên ngoài khi đuôi ngắn cứng mở ra, đóng vai trò như hỗ trợ trong leo trèo. Các phần dưới trắng tối, bụng và phía dưới cuối thân lông màu đỏ thẫm. Chân đen hoặc màu xám xanh.
Chim trống có một điểm màu đỏ thẫm trên gáy, trong khi chim mái và chim non không có. Chim trống trưởng thành năm thứ hai, đỉnh đầu là màu đỏ thẫm giữa mỏ và trung tâm của đỉnh đầu. Nó là loài cư trú ở rừng và công viên, tùy theo thực phẩm và các khu vực làm tổ trên cây cổ thụ. 
Thực phẩm chủ yếu bao gồm côn trùng và ấu trùng quả hạt, trái cây, động vật gặm nhấm nhỏ.

## Tham khảo

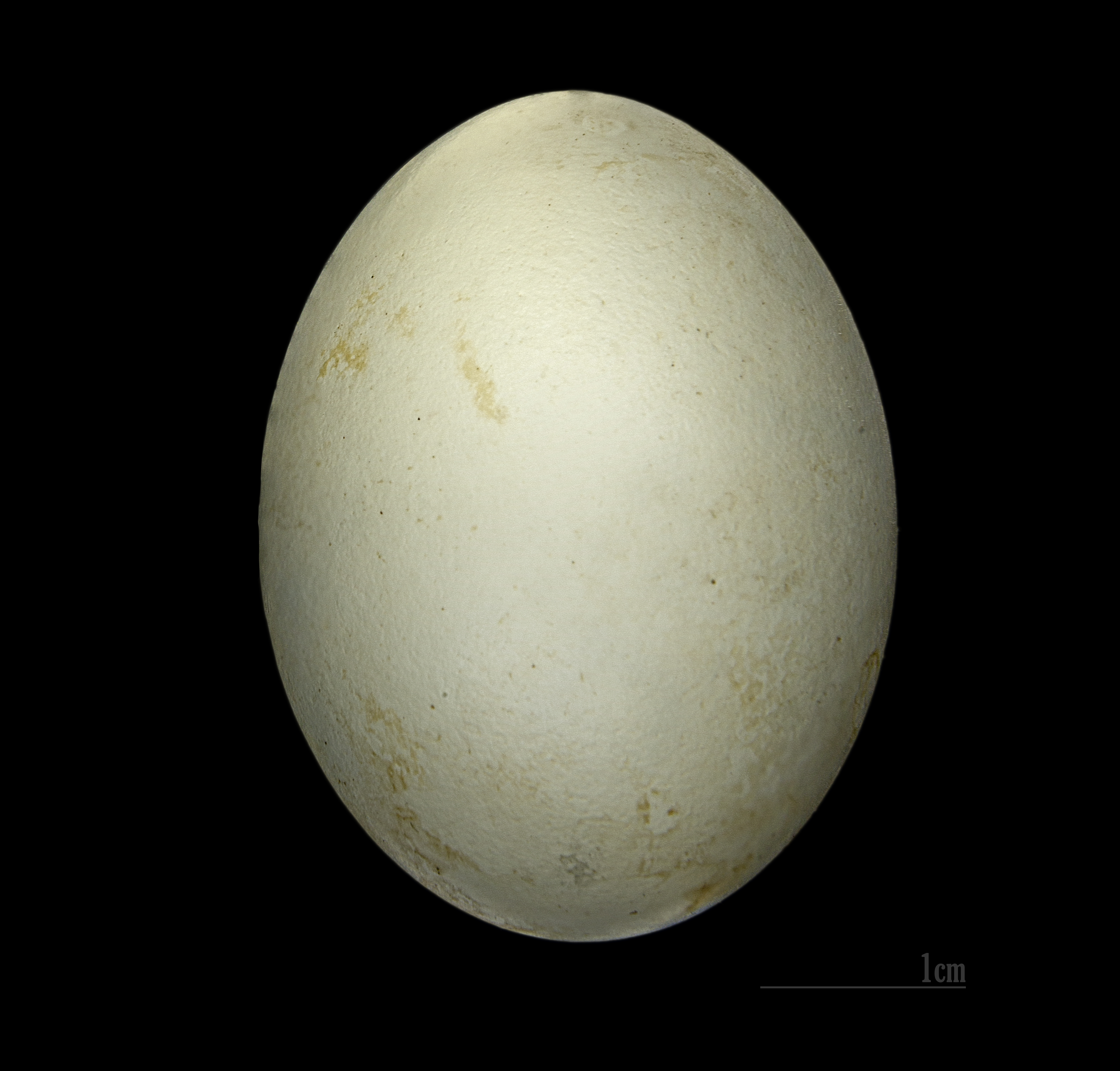
Trứng Dendrocopos major